# Italie au Concours Eurovision de la chanson 1988
L'Italie a participé au Concours Eurovision de la chanson 1988 le 30 avril à Dublin. C'est la 30e participation de l'Italie au Concours Eurovision de la chanson.
Le pays est représenté par le chanteur Luca Barbarossa et la chanson Vivo (Ti scrivo), sélectionnés en interne par la RAI.

## Sélection
Le radiodiffuseur italien, la Radiotelevisione Italiana (RAI, Radio-télévision italienne), choisit l'artiste et la chanson en interne pour représenter l'Italie au Concours Eurovision de la chanson 1988.
| Artiste         | Chanson          | Langue  | Traduction          |
| --------------- | ---------------- | ------- | ------------------- |
| Luca Barbarossa | Vivo (Ti scrivo) | Italien | Je vis (je t'écris) |

Lors de cette sélection, c'est la chanson Vivo (Ti scrivo), écrite, composée et interprétée par Luca Barbarossa, qui fut choisie pour représenter l'Italie à l'Eurovision 1988. L'Italie n'a pas eu recours à l'orchestre à l'Eurovision 1988, et n'a alors pas sélectionné son chef d'orchestre.

## À l'Eurovision

### Points attribués par l'Italie
| 12 points | Royaume-Uni |
| 10 points | Suède       |
| 8 points  | Espagne     |
| 7 points  | Suisse      |
| 6 points  | Yougoslavie |
| 5 points  | Pays-Bas    |
| 4 points  | Norvège     |
| 3 points  | Israël      |
| 2 points  | Luxembourg  |
| 1 point   | Islande     |

### Points attribués à l'Italie
| 12 points                | 10 points | 8 points                     | 7 points                 | 6 points |
| ------------------------ | --------- | ---------------------------- | ------------------------ | -------- |
|                          |           | - Finlande - France - Suisse | - Espagne                |          |
| 5 points                 | 4 points  | 3 points                     | 2 points                 | 1 point  |
| - Autriche - Yougoslavie | - Turquie | - Norvège                    | - Allemagne - Luxembourg |          |

Luca Barbarossa interprète Vivo (Ti scrivo) en 18e position, suivant le Luxembourg et précédant la France. À la fin du vote, l'Italie termine 12e sur 21 pays, ayant reçu 52 points au total,.